# Megalomyrmex balzani
Megalomyrmex balzani är en myrart som beskrevs av Carlo Emery 1894. Megalomyrmex balzani ingår i släktet Megalomyrmex och familjen myror. Inga underarter finns listade i Catalogue of Life.